# إدموند جينينغز لي الأول
إدموند جينينغز لي الأول هو محامي وسياسي أمريكي، ولد في 1772، وتوفي في 1843.